# Двоє братів
«Двоє братів» (нім. Die zwei Brüder) — казка, опублікована братами Грімм у збірці «Дитячі та сімейні казки» (1812, том 1, казка 60)<. Згідно з класифікацією казкових сюжетів Аарне-Томпсона має номер 303: «Кревні брати», а також окремий епізод, що підпадає під номер 567: «Серце чарівної пташки», де пташині серце і печінка приносять величну долю для тих, хто їх з'їдає.
Казка належить до «європейської версії» казки, де обоє братів з'їдають серце і печінку пташки й мандрують кожен у своєму напрямку, антагоніста позбавляють чарівних предметів, а також описане зцілення за допомогою чарівного кореня.
Ендрю Ленг помістив оповідку до збірки «Рожева книга казок» (англ. The Pink Fairy Book).
На основі казки Александр Дюма написав однойменний роман — «Двоє братів» (фр. Les Deux Frères), в якому брати називаються Ґоттліб та Вільфрід і кожен з них так само бере собі на службу лева, ведмедя, зайця, вовка і лисицю.